# 钦利河
钦利河或钦利溪（英語：Chinle Creek）是圣胡安河的一条支流，流经亚利桑那州阿帕契縣和犹他州聖胡安縣，其源头位于36°53′40″N 109°44′37″W / 36.89444°N 109.74361°W。。